# Åg
Ågs bruk är en by och tidigare järnbruk vid Ågsjön i Svärdsjö socken, Falu kommun, Dalarna. Bruket, som ägdes av Stora Kopparbergs Bergslags AB, nedlades 1928. Kvar idag finns den bevarade masugnen med tillhörande rostugn samt en stor slagghög.
Forsen och marken köptes 1826 av Stora Kopparberg i syfte att uppföra en hjälphytta åt Svartnäs. Då hade sedan gammalt funnits en bergsmanshytta här. Förutom masugn fanns här även en vattenkvarn. Blåsningen var ganska begränsad fram till 1830-talet, då privilegiet utökades till att även omfatta en hammarsmedja med tre härdar för stångjärnssmide, vilken smedja dock kom att uppföras vid Korså bruk. Likafullt medförde det ett ökat behov av råjärn, och 1842 uppfördes ett nytt krossverk för malm, en ny rostugn samt en förbättrad pipa till masugnen. 1844 brann hyttan, men nyuppfördes kort därefter och var redo att tas i bruk hösten 1845. En ny rostugn uppfördes 1866. Masugnen förstördes av en ny brand 1869 men återuppbyggdes kort därefter och fick en ny högre pipa och 1875 en ny starkare blåsmaskin. Sedan järnvägen Vintjärn-Åg-Svartbäcken stod klar 1884 började malmtransporterna att skötas med järnväg och året därpå installerades telefon. 1889 genomgick masugnspipan en sista ombyggnad samtidigt som en varmapparat och spelbanor för kol och slagg anlades. 1923 installerades en ny malmtuggare. Sista blåsningen skedde 1927.